# Дмитрієвка (Шингак-Кульська сільська рада)
Дми́трієвка (рос. Дмитриевка, башк. Дмитриевка) — присілок у складі Чишминського району Башкортостану, Росія. Входить до складу Шингак-Кульської сільської ради.
Населення — 312 осіб (2010; 327 в 2002).
Національний склад:
- росіяни — 28 %
- башкири — 27 %

Стара назва — Дмитрієвка-2.